# Mer de Célèbes
La mer de Célèbes ou mer de Sulawesi, en indonésien Laut Sulawesi, est une mer marginale de l'archipel indonésien. Située au sud-ouest de la mer des Philippines, elle est bordée au nord par l'archipel de Sulu et l'île de Mindanao, à l'est par les îles Sangihe, au sud par l'île de Sulawesi (autrefois Célèbes) et à l'ouest par l'île de Bornéo.
La mer de Célèbes a la forme d'un vaste bassin, avec une profondeur maximale de 6 200 mètres. Elle s'étend sur 675 kilomètres du nord au sud, 837 kilomètres d'est en ouest, pour une superficie totale d'environ 280 000 km2.
En son sud-ouest, la mer de Célèbes communique avec le détroit de Macassar, lequel débouche sur la mer de Java. Elle communique au nord-ouest avec la mer de Sulu. Elle ouvre à l'est-nord-est sur la mer des Philippines, tandis qu'à l'est-sud-est elle donne sur la mer des Moluques.

## Géographie
L'Organisation hydrographique internationale définit les limites de la mer de Célèbes de la façon suivante :
- Au nord: La côte sud-ouest de Mindanao, depuis Tinaca Point (5° 33′ 18″ N, 125° 19′ 55″ E) jusqu'à Mariqui Point (6° 53′ 12″ N, 122° 06′ 39″ E) , l'extrémité sud-ouest de Mindanao, de là jusqu'au littoral nord de l’île Basilan (6° 45′ 04″ N, 122° 03′ 45″ E), à travers cette île jusqu’à son extrémité méridionale, de là une ligne jusqu’à l'île Bitinan (6° 04′ 35″ N, 121° 27′ 09″ E) au large de l’ extrémité orientale de l’île de Jolo, à travers Jolo jusqu’à un point de 121°04'E de longitude sur sa côte sud, de là à travers les îles Tapul (5° 45′ 34″ N, 120° 54′ 41″ E) et Lugus,  ensuite le long de la côte nord-ouest de l'île Tawi Tawi, puis de celle de Sanga-Sanga jusqu’à son extrémité ouest (Bukut Point) (5° 02′ 22″ N, 119° 44′ 23″ E), de là jusqu'à l'île de Bongao (5° 00′ 20″ N, 119° 44′ 42″ E),  et de là jusqu’au tanjong Labian (5° 08′ 22″ N, 119° 12′ 50″ E), l’extrémité nord-est de Bornéo.

- À l'est: Une ligne depuis Tinaca Point (5° 33′ 18″ N, 125° 19′ 55″ E), la pointe méridionale de Mindanao, jusqu'à la pointe septentrionale de pulau Sangir (3° 44′ 14″ N, 125° 26′ 46″ E), de là à travers l'archipel (pulau-pulau) des Sangihe jusqu'au tanjung Pulisan, l'extrémité nord-est de Célèbes.

- Au sud: La côte nord de Célèbes entre le tanjung Pulisan (1° 41′ 24″ N, 125° 09′ 57″ E) et le tanjung Binar (Cape Rivers) (1° 19′ 31″ N, 120° 48′ 27″ E) et de là une ligne jusqu'au tanjung Mangkalihat (1° 01′ 32″ N, 118° 59′ 23″ E) à Bornéo.

- À l'ouest: La côte est de Bornéo entre le tanjung Mangkalihat (1° 01′ 32″ N, 118° 59′ 23″ E) et le tanjong Labian (5° 08′ 22″ N, 119° 12′ 50″ E).

## Formation
La mer de Célèbes est le vestige d'un ancien bassin océanique formé il y a 42 millions d'années à l'écart de toute masse de terre. Il y a 20 millions d'années, un mouvement de la croûte terrestre a suffisamment rapproché le bassin de Célèbes des volcans indonésiens et philippins pour qu'il reçoive des débris volcaniques. Il y a 10 millions d'années, la mer de Célèbes a reçu en abondance des débris continentaux, y compris du charbon, qui était déversé par une jeune montagne de croissance rapide sur Bornéo ; dès lors, le bassin de Célèbes est arrimé à l'Eurasie.

## Piraterie
La mer de Célèbes est aussi internationalement réputée pour les pirates qui ne s'attaquent pas uniquement aux modestes embarcations de pêche, mais également aux porte-conteneurs géants. De nos jours, ces pirates sont équipés d'armes et d'équipements modernes comme des radars ou des GPS et naviguent sur des bateaux rapides.

## Écologie
La mer de Célèbes accueille une grande variété de poissons et de créatures marines. Le climat tropical et des eaux à la fois claires et chaudes lui permettent d'accueillir quelque 580 des 793 récifs de coraux qui existent de par le monde, qui seraient parmi les plus riches en biodiversité.
La mer de Célèbes recèle également des baleines et dauphins, des tortues de mer, des raies manta, des raies aigle, des barracudas, des marlins et d'autres espèces coutumières de la haute mer et des récifs. Ainsi le thon et en particulier le thon albacore sont abondants.
En 1997, la présence de cœlacanthe a été avérée par le biologiste américain Mark Erdmann : ce poisson, auquel sont coutumiers les pêcheurs de Célèbes, est appelé localement raja laut, « roi de la mer ».

## Littérature
Dans Vol 714 pour Sydney, une des aventures de Tintin, héros des albums dessinés d'Hergé, l'avion du milliardaire Laszlo Carreidas est contraint de se poser sur une île volcanique imaginaire située dans la « mer de Célèbes ».